# Communauté de communes Latitude Nord Gironde
La communauté de communes Latitude Nord Gironde est une communauté de communes française, située dans le département de la Gironde, en région Nouvelle-Aquitaine.

## Historique
La communauté de communes du canton de Saint-Savin a été créée par arrêté préfectoral en date du 27 décembre 1999.
Elle change de nom pour prendre celui de « communauté de communes Latitude Nord Gironde » en avril 2015.
Le 1er janvier 2017, la communauté de communes perd cinq communes (Générac, Saint-Christoly-de-Blaye, Saint-Girons-d'Aiguevives, Saint-Vivien-de-Blaye et Saugon) à la suite de l'approbation du schéma départemental de coopération intercommunal (SDCI). Par la suite, la commune de  Saint-Vivien-de-Blaye est  réintégrée le 1er janvier 2020. 

## Territoire communautaire

### Géographie
Située au nord  du département de la Gironde, la communauté de communes Latitude Nord Gironde regroupe 12 communes et présente une superficie de 211,7 km2.

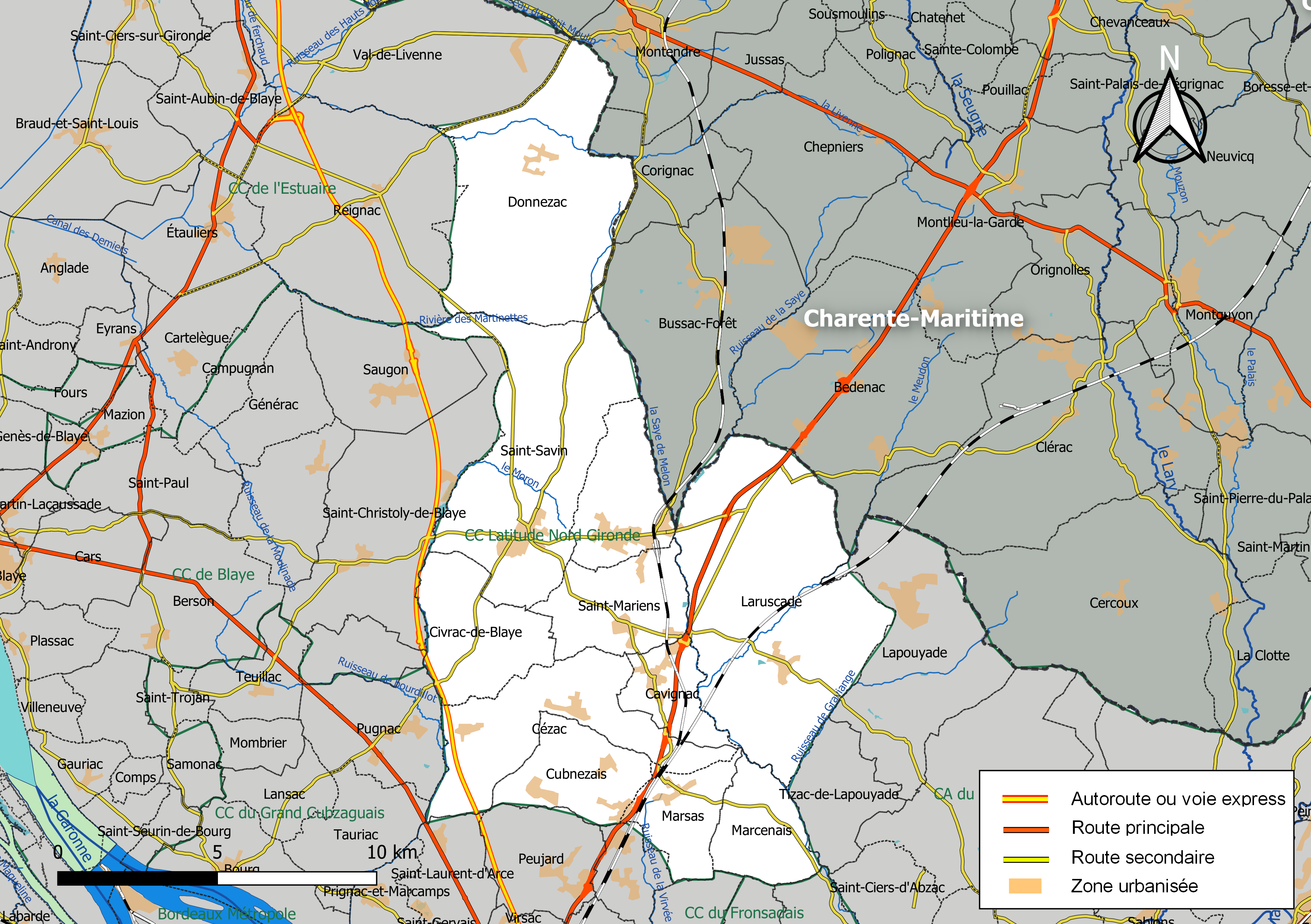
Carte de la communauté de communes Latitude Nord Gironde au 1er janvier 2019.

### Composition

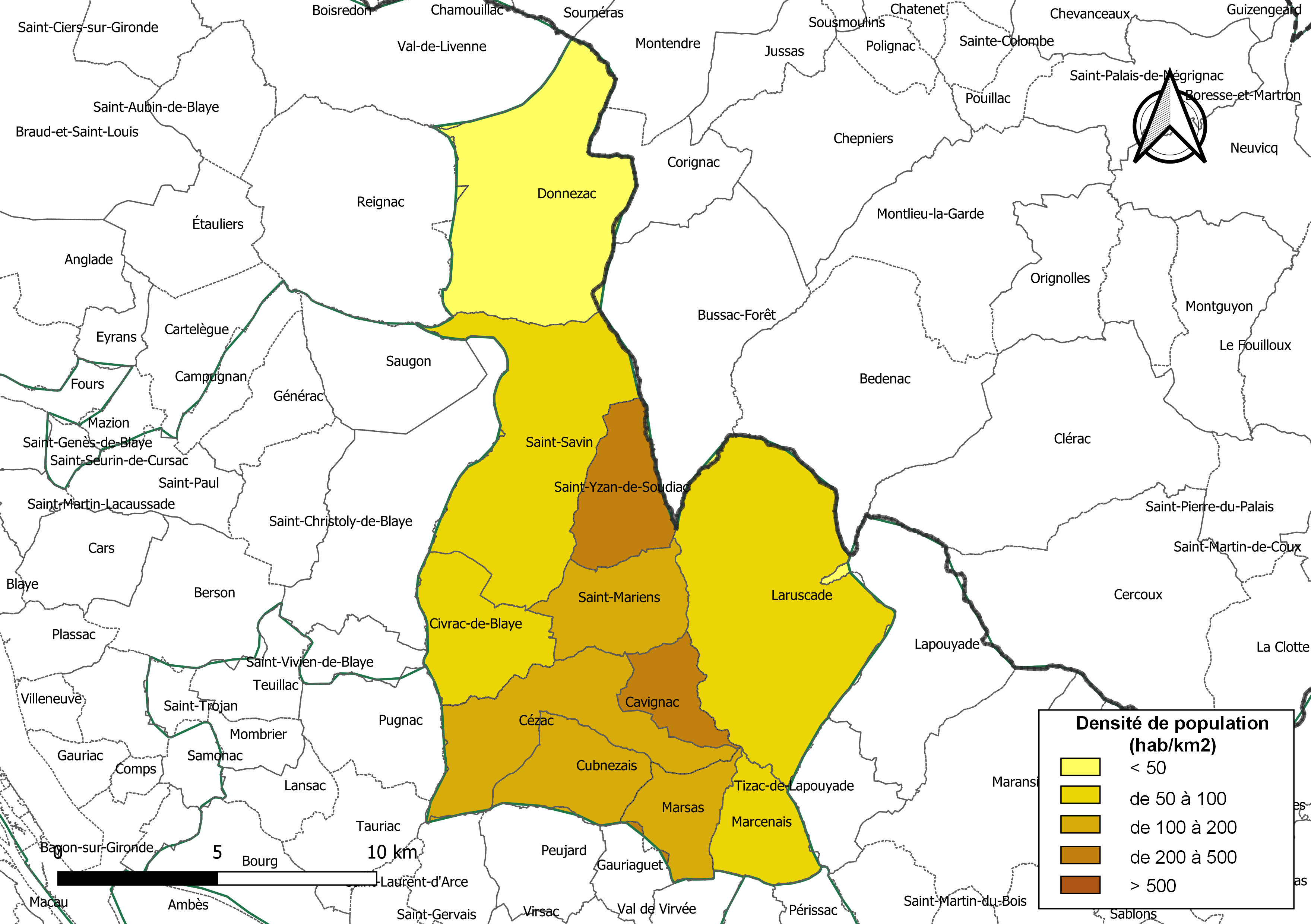
Carte des densités de population (millésimée 2016) des communes de la communauté de communes Latitude Nord Gironde. Composition en communes au 1er janvier 2019.

La communauté de communes est composée des 12 communes suivantes :

| Nom                   | Code Insee | Gentilé            | Superficie (km2) | Population (dernière pop. légale) | Densité (hab./km2) |
| --------------------- | ---------- | ------------------ | ---------------- | --------------------------------- | ------------------ |
| Saint-Savin (siège)   | 33473      | Saint-Savinois     | 33,87            | 3 468 (2022)                      | 102                |
| Cavignac              | 33114      | Cavignacais        | 6,63             | 2 368 (2022)                      | 357                |
| Cézac                 | 33123      | Cézacois           | 19,16            | 2 740 (2022)                      | 143                |
| Civrac-de-Blaye       | 33126      | Civracais          | 13,25            | 791 (2022)                        | 60                 |
| Cubnezais             | 33142      | Cubnezais          | 10,3             | 1 877 (2022)                      | 182                |
| Donnezac              | 33151      | Donnezacais        | 35,75            | 929 (2022)                        | 26                 |
| Laruscade             | 33233      | Ruscadiens         | 46,76            | 2 808 (2022)                      | 60                 |
| Marcenais             | 33266      | Marcenaisiens      | 9,04             | 839 (2022)                        | 93                 |
| Marsas                | 33272      | Marsacais          | 8,13             | 1 237 (2022)                      | 152                |
| Saint-Mariens         | 33439      | Mariennais         | 12               | 1 637 (2022)                      | 136                |
| Saint-Vivien-de-Blaye | 33489      | Vivienais-de-Blaye | 5,69             | 359 (2022)                        | 63                 |
| Saint-Yzan-de-Soudiac | 33492      | Soudiacais         | 11,14            | 2 577 (2022)                      | 231                |

### Démographie
| 1968   | 1975   | 1982   | 1990   | 1999   | 2010   | 2015   | 2021   |
| ------ | ------ | ------ | ------ | ------ | ------ | ------ | ------ |
| 10 244 | 10 311 | 11 966 | 12 823 | 13 704 | 17 945 | 19 659 | 21 372 |

## Administration

### Siège
Le siège de la communauté de communes est situé à 2 rue de la Ganne, 33920 Saint-Savin.

### Élus
Le conseil communautaire de la communauté de communes est composé, à la suite des élections municipales et communautaires de 2020, de 33 conseillers titulaires, répartis comme suit :
| Nombre de conseillers | Communes                                     |
| --------------------- | -------------------------------------------- |
| 5                     | Saint-Savin                                  |
| 4                     | Cézac, Laruscade, Saint-Yzan-de-Soudiac      |
| 3                     | Cavignac, Saint-Mariens                      |
| 2                     | Civrac-de-Blaye, Cubnezais, Donnezac, Marsas |
| 1 (+1 suppléant)      | Marcenais, Saint-Vivien-de-Blaye             |

### Présidence
| Période                                  | Période    | Identité        | Étiquette   | Qualité                                       |
| ---------------------------------------- | ---------- | --------------- | ----------- | --------------------------------------------- |
| Les données manquantes sont à compléter. |            |                 |             |                                               |
| 1999                                     | 2008       | Alain Renard    | PS          | Maire de Saint-Savin (1995-2001, 2014-)       |
| 2008                                     | avril 2014 | Bernard Peraldi | UMP         | Maire de Saint-Christoly-de-Blaye (2001-2014) |
| avril 2014                               | juin 2020  | Pierre Roques   | DVG         | Maire de Saint-Yzan-de-Soudiac (1995-2020)    |
| juin 2020                                | En cours   | Éric Happert    | majorité PS | 3e adjoint au maire de Cézac                  |

Le président est assisté de 9 vice-présidents :
- Jean-Luc Desperiez, maire de Cubnezais, chargé de l'urbanisme et du patrimoine,
- Brigitte Misiak, maire de Marsas, chargée du développement économique,
- Alain Renard, maire de Saint-Savin, chargé des finances, des ressources humaines et de la communication,
- Benoît Videau, conseiller municipal de  Laruscade, chargé du tourisme et de la revitalisation des commerces et centres bourgs,
- Florian Dumas, maire de  Civrac-de-Blaye, chargé des services techniques, de la voirie et de l’assainissement,
- Pierre Roussel, conseiller municipal de Cavignac, chargé de l’enfance et de la jeunesse,
- Jean-François Joye, maire de Donnezac, chargé de l’aménagement de l’espace, du développement durable et de la politique foncière,
- Didier Bernard, maire de Saint-Yzan-de-Soudiac, chargé du sport, de la culture et des associations,
- Jean-Pierre Domens, maire de Saint-Vivien-de-Blaye, chargé des affaires sociales.

### Compétences
Informations extraites du site officiel de la communauté :
- Aménagement de l'espace communautaire
  - La CDC est l'interlocuteur des grandes collectivités concernant les projets d'aménagement qui touchent son territoire.
- Développement économique
  - Aménager, entretenir et gérer les zones d'activités industrielles, commerciales ou touristiques ; accueillir les entreprises et promouvoir, d'une manière générale, toute l'économie du territoire intercommunal.
- Services à la population
  - L'assistance aux personnes âgées ; les actions en direction de la jeunesse, de la petite enfance et de l'enfance par la mise en œuvre, par exemple, d'animations culturelles et sportives à l'échelle de la CDC.
- Politique du logement
  - Mise en place d'une OPAH (Opération Programmée d'Amélioration de l'Habitat) ; construction de logements sociaux ; résorption de l'habitat dégradé à l'échelle de la Communauté.
- Développement touristique et de loisirs
  - Promouvoir le canton de Saint-Savin, valoriser les espaces de loisirs, créer des animations.
- Assainissement individuel
  - Contrôle de l'assainissement non collectif (individuel), par le biais d'un Service Public d'Assainissement Non Collectif (SPANC).
- Ramassage et traitement des déchets ménagers
  - Les communes membres de la CDC lui ont transféré, en 2003, la compétence de collecte et traitement des déchets ménagers et assimilés.
- Voirie et chemins de randonnées
  - La CDC coordonne les travaux de voirie engagés par ses communes membres.

### Régime fiscal et budget
Le régime fiscal de la communauté de communes est la fiscalité professionnelle unique (FPU).